# 弥栄会館
弥栄会館（やさかかいかん）は、京都府京都市東山区の祇園甲部歌舞練場敷地内にある建築物。
登録有形文化財。京都市指定歴史的風致形成建造物。

## 歴史
- 1936年（昭和11年）、祇園甲部組合により建立。

- 2021年（令和3年）、帝国ホテルが建築物外観を保存活用しながら宿泊施設に改修、2026年春に開業することを発表[3]。

## 建築
設計は木村得三郎。鉄骨鉄筋コンクリート造。地上5階・地下1階建て。施工は大林組。